# Agailjhara
Agailjhara è un sottodistretto (upazila) del Bangladesh situato nel distretto di Barisal, divisione di Barisal. Si estende su una superficie di 161.82 km² e conta una popolazione di 147.343 abitanti (dato censimento 1991).